# يبروح
اليَبْروح  (من السريانية:يبروحو، وتعني يَهَبُ الرُّوح) أو اللفاح أو بيض الجن أو تفاح المجانين أو ماندراكورا (باللاتينية: Mandragora) جنس من النباتات ينتمي إلى الفصيلة الباذنجانية. تنمو أنواع هذا الجنس بصورة برية في المشرق العربي وغرب آسيا وجنوب أوروبا.

## الوصف النباتي
سوق اليبروح لا ترى بل تبدو الأوراق كما لو كانت تنمو من الجذور؛ ولأغلب هذه النباتات جذر وتدي رئيسي كبير الحجم. وأزهار اليبروح بيضاء أو مشربة بالزرقة أو أرجوانية اللون، وهي تنمو على عيدان رفيعة موجودة بين الأوراق.

### أسطورة اليبروح الصنمي
ويرد في حكاية سلامان وأبسال لابن سينا ذكر خرافة تتعلق باليبروح الصنمي، فعندما اشتكى الملك هرمانوس بن هرقل للحكيم إقليقولاس من عدم وجود ولد يرث مُلكه، ينصحه الحكيم بالزواج من "امرأةً ذات حسن وجمال على طالع فلكي، فيَكُون له ولد ذكر"، لكن الملك يرفض الفكرة لكراهيته للنساء ومعاشرتهن، فيخاطبه الحكيم: "إنه لم يبقَ سبيل إلى إنالته وارثًا غير رَصْدِ طالع موافق وغير اختيار يبروح صنمي في الوقت الذي تقرره النجوم، فيُراق قليل من سائله اللقاحي (أي الملك) في هذا اليبروح، ويلازم الحكيمُ أمر العناية بهذا اليبروح وتحويله إلى ولدٍ حيٍّ"، وعندما يتبع الملك نصيحة الحكيم يولد له من اليبروح الصنمي ولد يسميه سلامان.

## من أنواعه

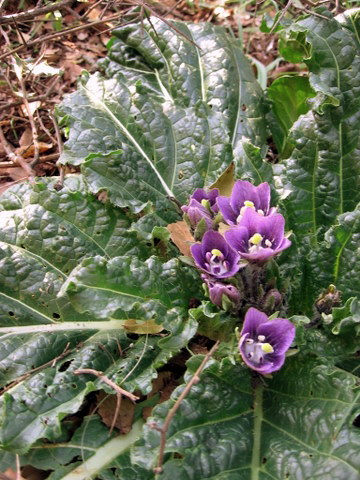
نبات اليبروح الخريفي في فلسطين

- اليبروح الطبي (باللاتينية: Mandragora officinarum)
- اليبروح الخريفي (باللاتينية: Mandragora autumnalis)
- اليبروح النبعي (باللاتينية: Mandragora caulescens)
- اليبروح التركماني (باللاتينية: Mandragora turcomanica)